# Edith Maude Hull
Œuvres principales
- Le Cheik

Edith Maude Hull ou E. M. Hull (1880-1947) est une romancière britannique, connue pour son roman d'amour Le Cheik, paru en 1919. Le livre est un énorme succès à l'époque et inspire de nombreux autres romans dans le genre de la romance exotique. Elle écrit également d'autres romans et nouvelles, mais Le Cheik est de loin son œuvre la plus célèbre.

## Biographie
E. M. Hull est le pseudonyme d'Edith Maude Winstanley née Henderson. Elle naît le 16 août 1880 au 28, Marlborough Hill à Londres où elle est la seule fille de James Henderson, un armateur britannique et sa femme canadienne Katie. Elle voyage beaucoup durant son enfance et visite notamment l'Algérie, un pays qui deviendra le cadre de son roman le plus célèbre.
Adolescente, elle fait la connaissance de Percy Winstanley Hull, un ingénieur civil de onze ans son aîné et originaire de Hazelwood dans le Derbyshire. Ils se marient en 1899 et ont une fille Cecil Winstanley Hull. Ils s'installent à Hazelwood quelques années plus tard.

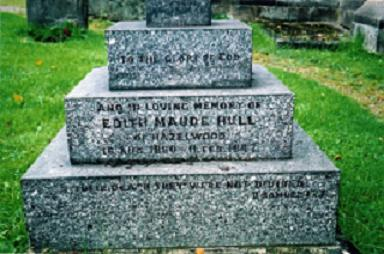
Tombe de Edith Maude Hull à Hazelwood

Pendant l'absence de son mari durant la Première Guerre mondiale, elle commence à écrire un roman pour combler son désœuvrement. Son manuscrit est accepté par un éditeur qui le publie en 1919 sous le nom de Le Cheik. Ce roman qui raconte l'histoire d'une aristocrate anglaise enlevée par un chef de tribu arabe dans le désert devient rapidement est un best-seller international, 1,2 million d'exemplaires sont vendus à travers le monde.
Avec ce roman, elle popularise un nouveau sous-genre littéraire : « la fabula du désert » (« Desert romance » en v.o). Créé initialement par d'autres écrivains tels que Robert Smythe Hichens ou Kathlyn Rhodes, ce genre littéraire relate la rencontre et l'histoire d'amour entre une anglaise de bonne famille et un arabe, « le plus souvent chef d'une tribu de nomades »,.
Personnalité timide et retirée, Edith Maude Hull ne s'est pourtant jamais inquiétée de ce que pensait la presse sur elle et ses romans.
Elle meurt le 11 février 1947 après une courte maladie.
Le Cheik et sa suite firent l'objet d'adaptations cinématographiques avec Rudolph Valentino dans le rôle principal : Le Cheik et Le Fils du cheik. The Shadow of the East a également été adapté au cinéma en 1924 avec Frank Mayo et Mildred Harris ainsi que The Desert Healer en 1926, sous le titre Le Cavalier des sables de Maurice Tourneur, avec Lewis Stone et Barbara Bedford.
En 1980, Le Cheik est adaptée à la télévision mexicaine sous le titre El árabe, avec Julieta Egurrola et Enrique Lizalde.

## Œuvres

### Romans
- Le Cheik (1919)
- Le Fils du Cheik (1925)
- Le Dompteur (1928)
- The Desert Healer (1922) (non traduit)
- The Shadow Of The East (1921) (non traduit)
- Camping in the Sahara (1926) (non traduit)
- The Forest of Terrible Things (1939)

### Nouvelles
- The Ultimate Wish dans le pulp Unknown Worlds n°35 (Février 1943)
- The Wishes We Make dans Unknown Worlds n°37 (Juin 1943)
- The Patient dans Unknown Worlds n°39 (Octobre 1943)